# Manuel Rebollo
Manuel Rebollo García (Pilar de la Horadada (Alicante), 1945) es un almirante general de la Armada española, que fue jefe de Estado Mayor de la Armada desde el 18 de julio de 2008, sustituyendo a Sebastián Zaragoza.

## Biografía

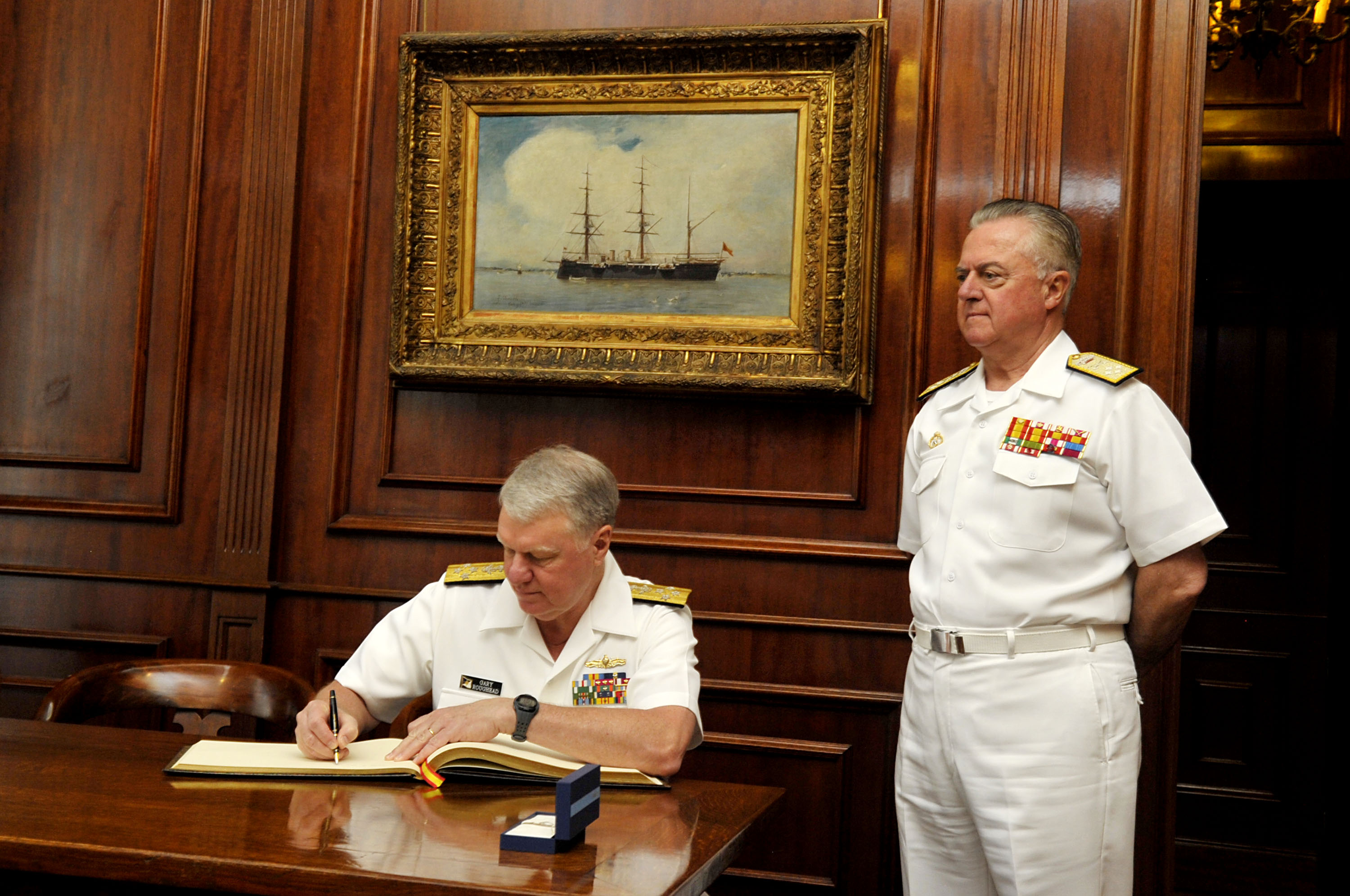
Manuel Rebollo a la derecha

El cabo Rebollo se incorporó a la Armada como marinero en enero de 1963. Con el empleo de Cabo Primero, aprobó el ingreso a la Escuela Naval Militar en 1969. Fue nombrado alférez de navío en 1974. Diplomado en Guerra Naval y Estados Mayores Conjuntos, es especialista en comunicaciones y ha sido profesor de Táctica en la Escuela Naval. Sirvió  en el destructor Almirante Ferrándiz, el dragaminas Guadalmedina, en el buque de asalto anfibio Galicia, en el patrullero Princesa como Segundo Comandante y en el buque escuela Juan Sebastián de Elcano, del que fue Segundo Comandante. En este Buque-Escuela ha realizado seis Cruceros de Instrucción de los cuales, tres fueron vueltas al mundo.
Fue comandante del patrullero Tabarca, del transporte ligero Contramaestre Casado, de la fragata Santa María y del buque escuela Juan Sebastián Elcano.
Entre otros destinos de dirección en tierra ha sido asesor del Subsecretario en el Ministerio de Defensa, jefe de la División de Operaciones del Estado Mayor de la Armada y Segundo Jefe del Estado Mayor de la Armada.
En el año 2009 fue recibido como caballero de la Real Cofradía de Caballeros Cubicularios de Zamora.
Ha sido distinguido con las condecoraciones extranjeras siguientes:
-Gran Oficial de la Orden del Mérito Naval de Brasil.
-Comendador de la Orden de la Legión de Mérito de los Estados Unidos de América.
-Gran Cruz con Espadas de la Soberana Orden Militar y Hospitalaria de San Juan de Jerusalén, de Rodas y de Malta, pro Mérito Melitense.
-Gran Maestre de la Orden Nacional de la Legión de Honor de la República Francesa
Fue relevado como jefe de Estado Mayor de la Armada el 27 de julio de 2012 por Almirante General Jaime Muñoz-Delgado. El 12 de septiembre de 2014, continuando en situación de reserva, fue nombrado gran canciller de la Real y Militar Orden de San Hermenegildo, puesto en el que cesó el 3 de agosto de 2018.